# アウグスト・フィリップ (シュレースヴィヒ＝ホルシュタイン＝ゾンダーブルク＝ベック公)
アウグスト・フィリップ（August Philipp von Schleswig-Holstein-Sonderburg-Beck, 1612年11月11日 スナボー - 1675年5月6日 レーネ）は、シュレースヴィヒ＝ホルシュタイン＝ゾンダーブルク＝ベック家の初代公爵。ゾンダーブルク家の一員で、レーネ北郊のハウス・ベック荘園を相続し、名字の地とした。

## 生涯
シュレースヴィヒ＝ホルシュタイン＝ゾンダーブルク公アレクサンダーとその妻でシュヴァルツブルク＝ゾンダースハウゼン伯ヨハン・ギュンター1世の娘であるドロテアの間の五男。
1627年、父公爵はまだ息子たちが未成年者のときに、莫大な負債を抱えた公爵領を残して死んだ。彼は遺言の中で、妻に公爵領の経営と負債の弁済を委ね、公爵領は当時まだ未成年者だった長男のヨハン・クリスティアンに単独相続させるとしていた。公爵未亡人は三十年戦争の戦乱が打ち続く中で領国の経営を続けたものの、借金は減るどころか増加する一方だった。1633年12月17日、公爵家の兄弟間で相続協定が結ばれ、ヨハン・クリスティアンは公爵領の単独相続者となる代わりに、母と弟妹に対して、彼らの生活を保障できる額の年金を支払うことが約束された。この協定成立後、アウグスト・フィリップはデンマークを離れてドイツに行き、そこで陸軍士官として生活した。
5歳年下の妹ゾフィー・カタリーナは1635年オルデンブルク伯アントン・ギュンターに嫁ぐ際に長兄ヨハン・クリスティアンから花嫁持参金としてヴェストファーレン地方のハウス・ベック荘園を譲られていたが、アウグスト・フィリップは1646年この荘園を妹から買い取った。彼は以後シュレースヴィヒ＝ホルシュタイン＝ゾンダーブルク＝ベック公爵を名乗り、30年ほどの余生をこの荘園の領主館で過ごし、亡くなった。

## 子女
生涯に3度結婚した。最初は1645年1月15日デルメンホルスト伯アントン2世の娘クラーラ（1606 - 1647年）と結婚したが2年で死別。
1649年6月、最初の妻の妹でヘルフォルト帝国女子修道院院長（在任1640年 - 1649年）を務めていたジドーニア（1611年 - 1650年）と再婚するが、1年で死別。彼女との間に1女がある。
- ゾフィー・ルイーゼ（1650年 - 1714年） - 1674年リッペ＝ブラーケ伯子フリードリヒと結婚、最後のリッペ＝ブラーケ伯ルートヴィヒ・フェルディナント（ドイツ語版）の母

1651年4月12日、ナッサウ＝ザールブリュッケン伯ヴィルヘルム・ルートヴィヒの娘ジビーレ（1628年 - 1699年）と3度目の結婚をする。多産な彼女との間に11子をもうけた。
- アウグスト（1652年 - 1689年） - ベック公
- フリードリヒ・ルートヴィヒ（1653年 - 1728年） - ベック公
- ドロテーア・アマーリア（1656年 - 1739年） - 1686年シャウムブルク＝リッペ伯子フィリップ・エルンスト[4]と結婚
- ゾフィー・エリーザベト（1658年 - 1724年）
- ゾフィー・エレオノーレ（1658年 - 1744年）
- ヴィルヘルミーネ・アウグステ（1659年 - ?） - 夭折
- ルイーゼ・クラーラ（1662年 - 1729年） - 修道女
- マクシミリアン・ヴィルヘルム（1664年 - 1692年）
- アントン・ギュンター（1666年 - 1744年） - オランダ軍将軍、リール・イーペル・スヘルトーヘンボス市長官
- エルンスト・カジミール（1668年 - 1695年） - 男爵令嬢マリー・クリスティーネ・フォン・プレージンク・ツーム・シュタイン（1696年没）と結婚
- カール・グスタフ（1672年） - 夭折

## 引用・脚注
1. ↑  A. D. Jørgensen: August Philipp, Hertug af Sønderborg-Beck. In: Carl Frederik Bricka (Hrsg.): Dansk biografisk Lexikon. Tillige omfattende Norge for Tidsrummet 1537–1814. 1. Auflage. Band 1: Aaberg–Beaumelle. Gyldendalske Boghandels Forlag, Kopenhagen 1887, S. 378–379
2. ↑  A. D. Jørgensen: Alexander, Hertug af Sønderborg. In: Carl Frederik Bricka (Hrsg.): Dansk biografisk Lexikon. Tillige omfattende Norge for Tidsrummet 1537–1814. 1. Auflage. Band 1: Aaberg–Beaumelle. Gyldendalske Boghandels Forlag, Kopenhagen 1887, S. 178
3. ↑  Bo Bramsen: Huset Glücksborg. Europas svigerfader og hans efterslægt. 2. Auflage. Band 1. Forum, Kopenhagen 1992, ISBN 87-553-1843-6, S. 50 (dänisch).
4. ↑  シャウムブルク＝リッペ伯フィリップ1世（ドイツ語版）の末子。